# Cefuroxima
La cefuroxima és un antibiòtic, de la família de les cefalosporines de segona generació, que s'utilitza per tractar i prevenir una sèrie de infeccions bacterianes. Aquestes inclouen pneumònia, meningitis, otitis mitjana, sèpsia, infecció del tracte urinari i malaltia de Lyme. S'utilitza per via oral, per via venosa o muscular. Està comercialitzat a Espanya com a EFG i Zinnat, entre d'altres.
Els efectes secundaris habituals inclouen nàusees, diarrea, reaccions al·lèrgiques i dolor al lloc de la injecció. Els efectes secundaris greus poden incloure infecció per Clostridium difficile, anafilaxi, i síndrome de Stevens-Johnson. Es creu que l'ús en embaràs i lactància és segur. És una cefalosporina, interferint en la capacitat dels bacteris per fer la seva paret cel·lular.
La cefuroxima es va patentar el 1971 i es va aprovar per a ús mèdic el 1977. Està a la Llista de medicaments essencials de l'Organització Mundial de la Salut.